# サイバー独島士官学校
サイバー独島士官学校（サイバーどくとうしかんがっこう）とは、韓国政府による資金援助を受けているVANKと慶尚北道が、中国と日本のいわゆる「歴史歪曲」に対処し、韓国を世界に広報するためとして設立された「士官」学校。また、民間企業からは眞露が後援を行っている。「士官」とは名乗っているが、公の軍事組織ではない。

## 概要
- 2009年3月13日 サイバー独島士官学校開校。
- 2009年5月22日 VANKが1万人を超える卒業生を送り出したと発表[2]。

小中高校生や青年らを集め、独島（竹島）について体系的に教育し、「大韓民国広報戦士」を育成する機関である。